# Strymoniten

Strymon um 1045

Die Strymoniten (griechisch Στρυμονῖται Strymonitai) waren ein südslawischer Stamm in Makedonien im 7. Jahrhundert.
Sie siedelten wahrscheinlich am Fluss Struma (altgriechisch Στρυμών Strymōn).
Die Strymoniten befuhren mit ihren Schiffen die Ägäis bis zum Marmarameer zu Beutezügen.
658 zwang sie der byzantinische Kaiser Konstans II. nach einem Kriegszug nach Makedonien zu Tributzahlungen. 676/678 belagerten sie mit Awaren, Drugubiten und Rhynchinen die byzantinische Stadt Thessaloniki.